# Der große Johnson
Der große Johnson (Originaltitel: Hugh Johnson’s Wine Companion) ist ein Standardwerk der Weindegustation vom Autor Hugh Johnson und erschien letztmals 2009 in der 6. Auflage. Es enthält Bewertungen und Verkostungsnotizen zu mehr als 15.000 Weinen und ihrer Erzeuger. Zusammen mit Der kleine Johnson im Taschenbuchformat werden die Bücher vom Hallwag-Verlag herausgegeben. Die englische Originalausgabe erschien erstmals 1983.
Johnson unterscheidet Anbaubetriebe, Handelsmarken und Handelshäuser und bewertet mit bis zu vier Sternen. Die Sterne sind wie folgt definiert:
- vier Sterne: hervorragende Qualität über viele Jahrgänge hinweg
- drei Sterne: beständig hohe Qualität
- zwei Sterne: mindestens gute Qualität
- ein Stern: ordentliche, gleichmäßige Qualität.

Das Buch mit einigen Illustrationen, Tabellen und Karten hat knapp 700 Seiten und beschreibt die Weine renommierter Weingüter aller weinanbauenden Nationen. Im Unterschied zum jährlich erscheinenden „kleinen Johnson“ wird kein Wert auf aktuelle Bewertungen der Jahrgänge gelegt, sondern vielmehr auf Hintergrundinformationen wie Anbaumethoden und Philosophie der Winzer. Wie auch im kleineren Pendant sind die Weinerzeuger pro Anbaugebiet alphabetisch sortiert und bewertet, aber ausführlicher beschrieben. Zudem wird jedem Anbaugebiet eine ausführliche, auch geschichtliche Betrachtung gewidmet. Halbseitige Spezialthemen wie „Das Alterungspotenzial deutscher Weine“, „Stilfragen elsässischer Weine“, „Sortenrein und Sortenwein“ oder „Die wichtigsten Rebsorten kalifornischer Weine“ runden das Nachschlagewerk ab.